# Eupograpta kottae
Espèce
Eupograpta kottae est une espèce d'araignées aranéomorphes de la famille des Miturgidae.

## Distribution
Cette espèce est endémique d'Australie-Occidentale. Elle se rencontre vers Perth et Boorabbin.

## Description
La carapace de mâle holotype mesure 3,00 mm sur 2,31 mm et son abdomen 3,56 mm sur 2,19 mm. La carapace de la femelle paratype mesure 3,45 mm sur 2,60 mm et son abdomen 4,70 mm sur 2,85 mm.

## Étymologie
Cette espèce est nommée en l'honneur de Patricia Kott.

## Publication originale
- Raven, 2009 : Revisions of Australian ground-hunting spiders: IV. The spider subfamily Diaprograptinae subfam. nov. (Araneomorphae: Miturgidae). Zootaxa, no 2035, p. 1-40.